# Gene Taylor (Missouripolitiker)
Gene Taylor, född 10 februari 1928 i Jasper County i Missouri, död 27 oktober 1998 i Springfield i Missouri, var en amerikansk republikansk politiker. Han representerade delstaten Missouris sjunde distrikt i USA:s representanthus 1973–1989.
Taylor studerade vid Southwest Missouri State College 1945-1947. Han var borgmästare i Sarcoxie 1954-1960. Han blev invald i representanthuset i kongressvalet 1972. Han omvaldes sju gånger. Han bestämde sig för att inte kandidera till omval i kongressvalet 1988.
Taylors grav finns på Sarcoxie Cemetery i Sarcoxie.